# Scirpophaga aurivena
Scirpophaga aurivena là một loài bướm đêm trong họ Crambidae.